# Pomatogebia
Pomatogebia is een geslacht van kreeftachtigen uit de klasse van de Malacostraca (hogere kreeftachtigen).

## Soorten
- Pomatogebia cocosia (Williams, 1986)
- Pomatogebia operculata' (Schmitt, 1924)
- Pomatogebia rugosa (Lockington, 1878)